# Nörd-Tjärnmyrtjärnen
Nörd-Tjärnmyrtjärnen är en sjö i Vindelns kommun i Västerbotten och ingår i Umeälvens huvudavrinningsområde.